# Terrence Jones (Basketballspieler)
Terrence Alexander Jones (* 9. Januar 1992 in Portland, Oregon) ist ein US-amerikanischer Basketballspieler, der aktuell ohne Verein (Free Agent) ist. Zuletzt stand er bei TNT KaTropa in der Philippine Basketball Association unter Vertrag.
Jones’ Cousins Damon Stoudamire und Salim Stoudamire spielten ebenfalls in der NBA.

## Laufbahn

### College
Jones spielte für die renommierte University of Kentucky unter John Calipari. In seinem Freshman-Jahr erreichte er, an der Seite von Brandon Knight, mit den Wildcats das Final Four der NCAA Division I Basketball Championship. Jones wurde als SEC-Rookie of the Year ausgezeichnet und obwohl er als großes Talent galt und zunächst einen Wechsel in die NBA bekannt gab, blieb er dennoch ein weiteres Jahr auf dem College. Die Wildcats hatten für die Saison 2011/12 mit Anthony Davis und Michael Kidd-Gilchrist große Talente in ihren Reihen. Mit diesen gewann er 2012 die NCAA-Meisterschaft und erklärte kurz darauf seine Teilnahme an der NBA-Draft.

### NBA
Bei der NBA-Draft 2012 wurde Jones an 18. Stelle von den Houston Rockets ausgewählt. Während seiner Rookie-Saison wurde er auch für Spiele für das Rockets Farmteam Rio Grande Valley Vipers abgestellt, so dass er für die Rockets nur zu 19 Einsätzen kam und dabei 5,5 Punkte und 3,4 Rebounds erzielte.
In seinem zweiten Jahr rückte Jones als nomineller Power Forward in die Startaufstellung der Rockets auf. Am 14. Januar 2014 gelang Jones beim 114:104-Sieg der Rockets über die Milwaukee Bucks mit 36 Punkten ein Karriererekord. Er war damit nach Hakeem Olajuwon der jüngste Rocketspieler, dem mehr als 30 Punkte gelangen. In seinem dritten Jahr absolvierte Jones aufgrund einer Nervenentzündung im linken Bein nur 33 Spiele und erzielte dabei 11,7 Punkte im Schnitt. Nach einem weiteren Verletzungsreichen Jahr bei den Rockets, wechselte Jones im Sommer 2016 zu den New Orleans Pelicans. Zu Gunsten DeMarcus Cousins wurde er Mitte Februar entlassen.